# Malgretoute River
Der Malgretoute River (deutsch „Trotz-allem“-Fluss) ist ein Fluss im Quarter Micoud auf der Karibikinsel St. Lucia.

## Geographie
Der Fluss entspringt südwestlich von Monrepos im Quilesse Forest Reserve und fließt in südöstlicher Richtung. Bald nachdem der Castries-Vieux Fort-Highway ihn überquert hat, mündet der Malgretoute River in der Fond Bay in den Atlantik.
Benachbarte Flüsse sind der Dennery River im Norden sowie der Vollet River und der Troumassee River im Süden.